# Saint-Lin–Laurentides
Saint-Lin–Laurentides es una ciudad de la provincia de Quebec en Canadá. Está ubicada en el municipio regional de condado de Montcalm y a su vez, en la región administrativa de Lanaudière. Hace parte de las circunscripciones electorales de Rousseau a nivel provincial y de Montcalm a nivel federal.

## Geografía
Saint-Lin–Laurentides se encuentra ubicada en las coordenadas 45°52′00″N 73°45′00″O / 45.86667, -73.75000. Según Statistique Canada, tiene una superficie total de 118,52 km² y es una de las 1135 municipalidades en las que está dividido administrativamente el territorio de la provincia de Quebec.

## Demografía
Según el Censo de Canadá de 2011, había 17 463 personas residiendo en esta ciudad con una densidad de población de 147,3 hab./km². Los datos del censo mostraron que de las 14 159 personas censadas en 2006, en 2011 hubo un aumento poblacional de 3304 habitantes (23,3%). El número total de inmuebles particulares resultó de 6972 con una densidad de 58,83 inmuebles por km². El número total de viviendas particulares que se encontraban ocupadas por residentes habituales fue de 6618.